# Cabildo Insular de El Hierro
Los cabildos, formados a partir de la Ley de Cabildos de 1912, son las formas gubernativas y administrativas propias de las Islas Canarias (España). 
Los Cabildos aguardaron para constituirse a que estuvieran elegidos los Delegados del Gobierno en cada una de las islas, una vez elegidos esto determinó que fuese el 16 de marzo de 1913 en el que quedaran constituidas todas las Corporaciones con excepción de la de El Hierro que quedó pendiente hasta ser creado el municipio de Frontera.
Cumplen dos funciones principalmente. Por una parte, prestan servicios y ejercen competencias propias de la Comunidad Autónoma y por otra, son la entidad local que gobierna la isla. 
En las elecciones de 2003 salió elegido presidente Tomás Padrón Hernández, de Agrupación Herreña Independiente - Coalición Canaria, 49,66% de los votos, seguida del PSOE con un 20,3%. En las elecciones de 2007 AHI-CC volvió a obtener mayoría absoluta y de nuevo fue elegido Tomás Padrón Hernández presidente de la entidad. En las elecciones municipales de 2011, volvió a ganar AHI-CC, pero esta vez con mayoría relativa. No obstante, debido a la inexistencia de pactos electorales, se produjo la investidura de Belén Allende Riera (AHI-CC), como nueva presidenta del Cabildo Insular. Asimismo, se sitúa el PSC-PSOE como el principal partido de la oposición con Alpidio Armas al frente, seguido del PP de Atilano Morales. 
El 10 de septiembre de 2011 se celebró un pleno extraordinario con motivo de una moción de censura a la nacionalista Belén Allende, por parte de los 5 consejeros socialistas y los 2 populares. Pese a que el día anterior, los 5 consejeros socialistas habían sido expulsados del partido por desobedecer las directrices marcadas por la Ejecutiva Regional del PSOE, el pleno tuvo lugar gracias al respaldo del presidente de la Mesa de Edad, Atilano Morales (consejero con mayor edad).
Tras el recuento de la votación del pleno, ganó Alpidio Armas González por 7 votos a favor y 6 en contra, por lo que en ese mismo momento, juró el cargo como nuevo Presidente del Cabildo Insular herreño.

En las elecciones de mayo de 2023 resultó vencedora la Agrupación Herreña de Independiente, con una candidatura encabezada por Javier Armas González, siendo elegido presidente de acuerdo a la ley electoral de Cabildos que estipula que en la primera sesión sea elegido presidente quien encabece la lista más votada. En la siguiente sesión, una moción de censura lleva a la presidencia de nuevo a Alpidio Armas, que encabezaba la candidatura del PSOE. Se da la circunstancia de que Javier Armas y Alpidio Armas son hermanos. 
La sede del cabildo está situada en la localidad de Valverde y pertenece a la Provincia de Santa Cruz de Tenerife.

## Lista de presidentes
| N.º | Nombre                       | Inicio             | Fin                     | Partido |
| --- | ---------------------------- | ------------------ | ----------------------- | ------- |
| 1-  | Tomás Padrón Hernández       | 1979               | 1991                    | AHI-CC  |
| 2-  | Venancio Acosta Padrón       | Mayo de 1991       | Diciembre de 1991       | AHI-CC  |
| 3-  | Inocencio Hernández González | 1991               | 1995                    | PSOE    |
| 4-  | Tomás Padrón Hernández       | 1995               | 2011                    | AHI-CC  |
| 5-  | Belén Allende Riera          | Mayo de 2011       | Septiembre de 2011      | AHI-CC  |
| 6-  | Alpidio Armas González       | Septiembre de 2011 | 2015                    | PSOE    |
| 7-  | Belén Allende Riera          | 2015               | 2019                    | AHI-CC  |
| 8-  | Alpidio Armas González       | 2019               | 2023                    | PSOE    |
| 9-  | Javier Armas González        | Junio de 2023      | Julio de 2023           | AHI     |
| 8-  | Alpidio Armas González       | Julio de 2023      | Actualmente en el cargo | PSOE    |